# 랜드 브룩스
랜드 브룩스(Rand Brooks, 1918년 9월 21일 ~ 2003년 9월 1일)는 미국의 배우, 영화배우, 텔레비전 배우이다.

## 방송
- 용감한 린티

## 영화
- 제12순찰대 (1968년)
- 전격 후린트 특공작전 (1967년)
- 나의 세 아들 (1960년)
- 코만치 스테이션 (1960년)
- 페리 메이슨 (1957년)
- 딜론 보안관 (1955년)
- 용감한 린티 (1954년)
- 록키 존스, 스페이스 레인저 (1954년)
- 라이딩 하이 (1950년)
- 론 레인저 - 49년 시리즈 (1949년)
- 숙녀들의 합창 (1949년)
- 그레이트 모건 (1946년)
- 에어 포스 (1943년)
- 발라라이카 (1939년)
- 베이비 인 암스 (1939년)
- 바람과 함께 사라지다 (1939년)